# Mendes Pimentel
Mendes Pimentel là một đô thị thuộc bang Minas Gerais, Brasil. Đô thị này có diện tích 303,412 km², dân số năm 2007 là 6431 người, mật độ 18,3 người/km².